# Chevalia mexicana
Chevalia mexicana är en kräftdjursart som beskrevs av Arthur Sperry Pearse 1913. Chevalia mexicana ingår i släktet Chevalia och familjen Isaeidae. Inga underarter finns listade i Catalogue of Life.